# Línea 4 del Metro de Santiago
La Línea 4 es una de las siete líneas que conforman actualmente la red del Metro de Santiago en la capital de Chile. Tiene 23 estaciones y 24,7 kilómetros construidos en ocho comunas. Está conectada con las líneas 1 en Tobalaba, 3 en Plaza Egaña, 4A en Vicuña Mackenna y 5 en Vicente Valdés. Además, desde 2032 y 2033 hará combinación con la nueva Línea 8 en Macul y con la Línea 9 en Plaza de Puente Alto. El color distintivo es el azul.
En 2021, la línea 4 concentró el 14,9 % del total de viajes realizados en el Metro de Santiago, convirtiéndose en la cuarta línea más utilizada del sistema.

## Historia

### Antecedentes y construcción
Días después de la segunda cuenta pública al país del gobierno de Ricardo Lagos, el 23 de mayo de 2001 fue anunciado el principal proyecto respecto al Metro: la construcción de la Línea 4. El plan, anunciado como una consolidación del Metro como eje estructurante del transporte santiaguino, consistía de una línea desde la estación Tobalaba a lo largo de la avenida homónima, siguiendo luego la Avenida Circunvalación Américo Vespucio hasta la intersección con la estación terminal de la Línea 5, Bellavista de La Florida. Desde allí, la nueva línea tendría dos ramales: uno al sur por avenida Vicuña Mackenna hasta llegar al centro de Puente Alto y otra hacia el poniente llegando a la Línea 2 en la estación La Cisterna que se encontraba en construcción como parte de los proyectos de extensiones. Inicialmente se habían barajado otras opciones, como por ejemplo una extensión de la Línea 5 a Puente Alto, un trazado exclusivamente por Américo Vespucio desde Tobalaba a La Cisterna, y la creación de una línea independiente desde Bellavista de La Florida hacia Puente Alto, entre otras.
Las obras de la Línea 4 se iniciaron en Puente Alto el 2 de julio de 2002. Dicha línea reforzaría la red en el sector oriente de la ciudad, cubriendo un total de 11 comunas y una demanda anual estimada en el momento de 350 millones de pasajeros al año. La línea sería construida en subterráneo en su tramo entre las estaciones Tobalaba y Grecia, en trinchera a lo largo de la Autopista Vespucio Sur y en viaducto elevado sobre avenida Vicuña Mackenna hasta Puente Alto. Se estimó que el costo sería de 1007 millones de dólares. En su proyecto inicial, presentado en 2003, la Línea 4 contemplaba una potencial estación futura en la Plaza Arturo Prat, al sur de la estación Plaza de Puente Alto, en la intersección de las avenidas Concha y Toro y Sargento Menadier.
La Línea 4 introduciría los trenes con ruedas de acero y para la licitación se presentaron diversos conglomerados. La francesa Alstom mantuvo el contrato con el Metro de Santiago para el proyecto, derrotando a las propuestas de Siemens AG, Bombardier y CAF. Hyundai, que había manifestado interés, no pudo participar en la licitación al llegar con un retraso de dos horas al cierre de las postulaciones.

### Apertura y extensiones
Los primeros dos tramos inaugurados —el 30 de noviembre de 2005, por el presidente Ricardo Lagos— fueron entre las estaciones Tobalaba y Grecia, y entre Vicente Valdés y Plaza de Puente Alto, usando el recorrido sur del Ferrocarril del Llano de Maipo, activo entre 1893 y 1962. Fue dejado pendiente el tramo entre las estaciones Grecia y Vicente Valdés, el cual fue suplido por buses del Transantiago.
Las estaciones Los Presidentes, Quilín, Las Torres, Macul y Vicuña Mackenna fueron inauguradas el 2 de marzo de 2006. El 9 de diciembre del año siguiente comenzó a funcionar el servicio expreso.
La estación San José de la Estrella se inauguró al público el 5 de noviembre de 2009. Descartada del plan original de construcción de esta línea, fue construida posteriormente a petición de los vecinos de La Florida, abandonando así el grupo de estaciones fantasma en donde figuran Echeverría en la Línea 4A y Libertad en la 5.

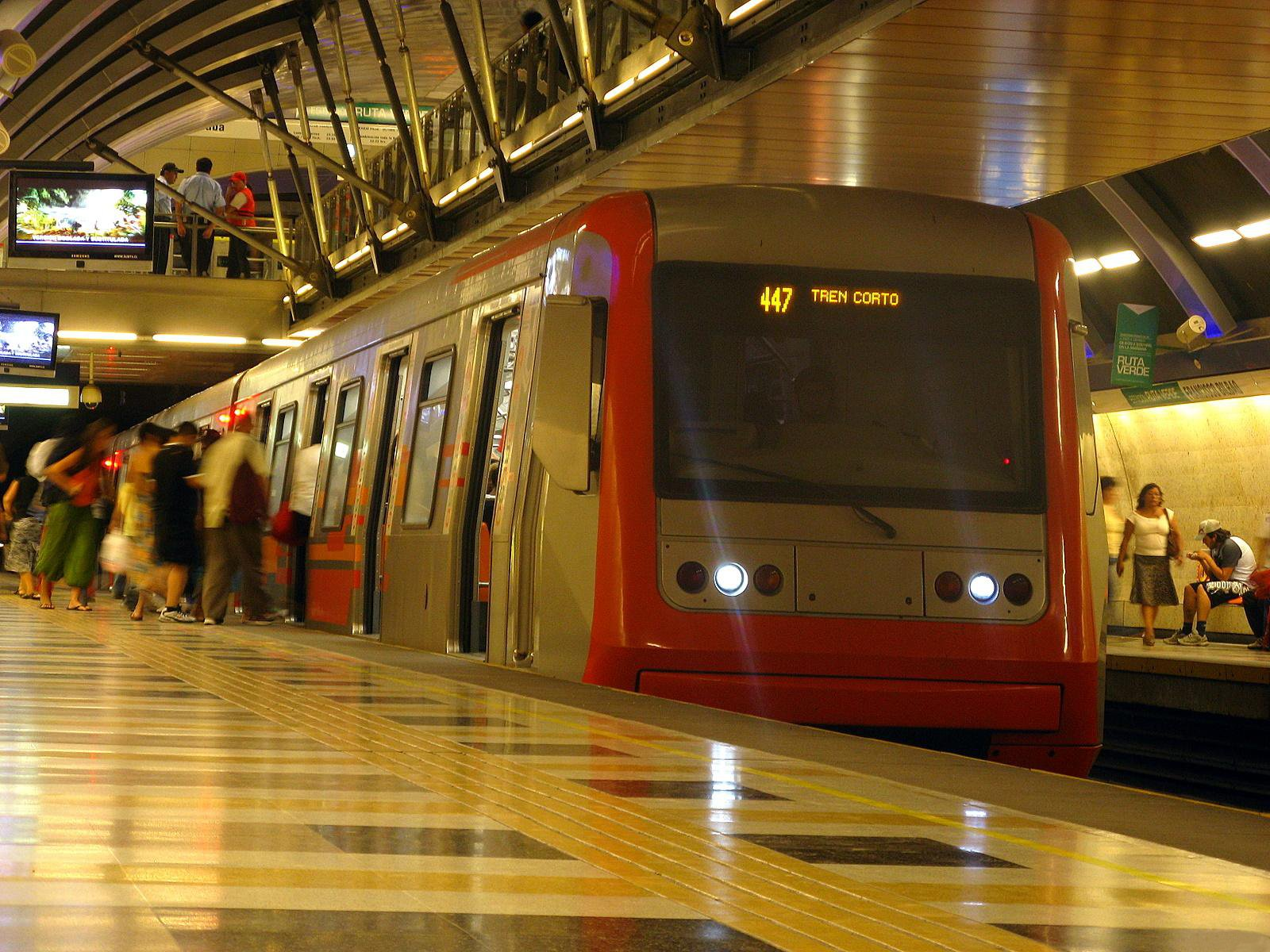
Tren detenido en estación Francisco Bilbao.

El 13 de agosto de 2014, se detectó a las 4 de la mañana, una fisura en el aparato de cambio (parte del riel que se utiliza para el cambio de vías) entre las estaciones Quilín y Las Torres, lo que interrumpió el servicio entre Los Presidentes y Vicuña Mackenna hasta el día jueves 14 de agosto. Esto creó serios inconvenientes a los usuarios, que tuvieron que esperar más de una hora los buses suministrados por operadores del Transantiago; el incidente resultó también en una sobrecarga de la Línea 5.
En 2018 representó el 16,5 % del total de viajes realizados en el Metro de Santiago, con un total de 118 900 000 viajes.
El 1 de junio de 2018, en la cuenta pública del segundo gobierno de Sebastián Piñera, se había anunciado la extensión de la Línea 4 hasta el sector de Bajos de Mena en Puente Alto,  la cual iniciaría en la estación Plaza de Puente Alto, siguiendo hacia el sur por Concha y Toro hasta Sargento Menadier, en donde continuaría hacia el oeste por dicha calle hasta llegar a la avenida Juanita en Bajos de Mena. Sin embargo, el 9 de agosto de 2023, esta extensión fue oficialmente descartada debido al anuncio de cambio del trazado de la Línea 9. En cambio, la estación terminal Plaza de Puente Alto formará parte de dicha línea, transformándose en una estación de combinación.

### Estallido social
En octubre de 2019, producto de las protestas originadas por el alza de la tarifa del metro, la red sufrió distintos disturbios en sus estaciones; producto de ello, las estaciones Los Quillayes, San José de la Estrella, Macul, Protectora de la Infancia, Trinidad y Elisa Correa fueron incendiadas completamente, quedando las 2 últimas con daños mayores debido a la afectación de las líneas de circulación, lo que impediría su funcionamiento normal hasta dentro de 10 a 12 meses. La Línea 4 reabrió parcialmente entre las estaciones Tobalaba y Quilín el 28 de octubre.
El 6 de noviembre se restableció la electrificación de las vías en el tramo entre las estaciones Las Torres y Plaza de Puente Alto, que sufrió considerables daños, mientras se evalúan las reparaciones a la línea. El 15 de noviembre de 2019 se anunció que restablecerá el servicio y tendrá detenciones en Vicuña Mackenna, Vicente Valdés, Hospital Sótero del Río, Las Mercedes y Plaza de Puente Alto a contar del 18 de noviembre. El 2 de diciembre fue reabierta la estación Las Torres, mientras que el 9 del mismo mes fue reabierta la estación Rojas Magallanes. El 12 de agosto de 2020 fue reabierta la estación Macul, mientras que el 14 de septiembre fueron rehabilitadas las estaciones San José de la Estrella, Los Quillayes y Elisa Correa. Finalmente, el 25 de septiembre de 2020 fue el turno de las estaciones Trinidad y Protectora de la Infancia, tras lo cual la Línea 4, así como la totalidad de la Red de Metro, quedaron operativas en su totalidad.

## Propuestas de extensión
Hay planes de extender la línea hacia el sector sur de Puente Alto; paralelamente se desea realizar un pequeño ramal hacia la comuna de Las Condes, utilizando el eje de Américo Vespucio Oriente. Sin embargo, con el cambio de trazado de la Línea 9 desde Puente Cal y Canto hacia Plaza de Puente Alto, se suprimió la extensión al sur de Puente Alto. 

## Estaciones
Las estaciones, en el sentido de norte a sur, son las siguientes:
| Estación                  | Inauguración            | [ 27 ]                     | Ubicación                                       | Comuna                             | Comb. | Estación                   | Tipo de estación | Rutas          |
| ------------------------- | ----------------------- | -------------------------- | ----------------------------------------------- | ---------------------------------- | ----- | -------------------------- | ---------------- | -------------- |
| Tobalaba                  | 30 de noviembre de 2005 | Acceso para discapacitados | Av. Tobalaba con Av. Apoquindo                  | Las Condes                         |       | Terminal y de combinación  | Subterránea      | Estación Común |
| Cristóbal Colón           | 30 de noviembre de 2005 | Acceso para discapacitados | Av. Tobalaba con Av. Eliodoro Yáñez             | Providencia y Las Condes           |       | De paso                    | Subterránea      |                |
| Francisco Bilbao          | 30 de noviembre de 2005 | Acceso para discapacitados | Av. Tobalaba con Av. Francisco Bilbao           | Providencia, Las Condes y La Reina |       | De paso                    | Subterránea      | Estación Común |
| Príncipe de Gales         | 30 de noviembre de 2005 | Acceso para discapacitados | Av. Tobalaba con Av. Ossa                       | La Reina y Ñuñoa                   |       | De paso                    | Subterránea      |                |
| Simón Bolívar             | 30 de noviembre de 2005 | Acceso para discapacitados | Av. Ossa con Av. Echeñique                      | La Reina y Ñuñoa                   |       | De paso                    | Subterránea      |                |
| Plaza Egaña               | 30 de noviembre de 2005 | Acceso para discapacitados | Av. Américo Vespucio con Av. Irarrázaval        | La Reina y Ñuñoa                   |       | De combinación             | Subterránea      | Estación Común |
| Los Orientales            | 30 de noviembre de 2005 | Acceso para discapacitados | Av. Américo Vespucio con Av. Oriental           | Peñalolén y Ñuñoa                  |       | De paso                    | Subterránea      |                |
| Grecia                    | 30 de noviembre de 2005 | Acceso para discapacitados | Av. Américo Vespucio con Rotonda Grecia         | Peñalolén, Ñuñoa y Macul           |       | De paso                    | Subterránea      |                |
| Los Presidentes           | 2 de marzo de 2006      | Acceso para discapacitados | Av. Américo Vespucio con Hernán Cortes          | Peñalolén y Macul                  |       | De paso                    | Superficial      |                |
| Quilín                    | 2 de marzo de 2006      | Acceso para discapacitados | Av. Américo Vespucio con Rotonda Quilín         | Peñalolén y Macul                  |       | De paso                    | Superficial      |                |
| Las Torres                | 2 de marzo de 2006      | Acceso para discapacitados | Av. Américo Vespucio con Av. Las Torres         | Peñalolén y Macul                  |       | De paso                    | Superficial      |                |
| Macul                     | 2 de marzo de 2006      | Acceso para discapacitados | Av. Américo Vespucio con Av. Macul              | La Florida, Peñalolén y Macul      |       | De paso Desde 2032: Comb.  | Superficial      | Estación Común |
| Vicuña Mackenna           | 30 de noviembre de 2005 | Acceso para discapacitados | Av. Américo Vespucio con Julio Vildósola        | La Florida                         |       | De combinación             | Subterránea      | Estación Común |
| Vicente Valdés            | 30 de noviembre de 2005 | Acceso para discapacitados | Av. Vicuña Mackenna con Av. Vicente Valdés      | La Florida                         |       | De combinación             | Subterránea      | Estación Común |
| Rojas Magallanes          | 30 de noviembre de 2005 | Acceso para discapacitados | Av. Vicuña Mackenna con Av. Rojas Magallanes    | La Florida                         |       | De paso                    | Elevada          |                |
| Trinidad                  | 30 de noviembre de 2005 | Acceso para discapacitados | Av. Vicuña Mackenna con Av. Trinidad            | La Florida                         |       | De paso                    | Elevada          |                |
| San José de la Estrella   | 5 de noviembre de 2009  | Acceso para discapacitados | Av. Vicuña Mackenna con San José de la Estrella | La Florida                         |       | De paso                    | Elevada          |                |
| Los Quillayes             | 30 de noviembre de 2005 | Acceso para discapacitados | Av. Vicuña Mackenna con María Elena             | La Florida                         |       | De paso                    | Elevada          |                |
| Elisa Correa              | 30 de noviembre de 2005 | Acceso para discapacitados | Av. Concha y Toro con Elisa Correa Sanfuentes   | Puente Alto                        |       | De paso                    | Elevada          | Estación Común |
| Hospital Sótero del Río   | 30 de noviembre de 2005 | Acceso para discapacitados | Av. Concha y Toro con Hospital Sótero del Río   | Puente Alto                        |       | De paso                    | Elevada          | Estación Común |
| Protectora de la Infancia | 30 de noviembre de 2005 | Acceso para discapacitados | Av. Concha y Toro con Ángel Pimentel            | Puente Alto                        |       | De paso                    | Elevada          |                |
| Las Mercedes              | 30 de noviembre de 2005 | Acceso para discapacitados | Av. Concha y Toro con Independencia             | Puente Alto                        |       | De paso                    | Subterránea      |                |
| Plaza de Puente Alto      | 30 de noviembre de 2005 | Acceso para discapacitados | Av. Concha y Toro con Manuel Rodríguez          | Puente Alto                        |       | Terminal Desde 2033: Comb. | Subterránea      | Estación Común |

## Operación expresa
Consiste en la detención alternada de los trenes en las estaciones. Se identifican por los colores rojo y verde, poseyendo estaciones de detención común. Opera de lunes a viernes, excepto festivos, desde las 6:00 a 9:00, 12:00 a 15:00 —horario que se utilizó desde el 30 de noviembre de 2015 hasta el 17 de octubre de 2019— y de 18:00 a 21:00 horas en ambas direcciones de la red.

## Ficha técnica

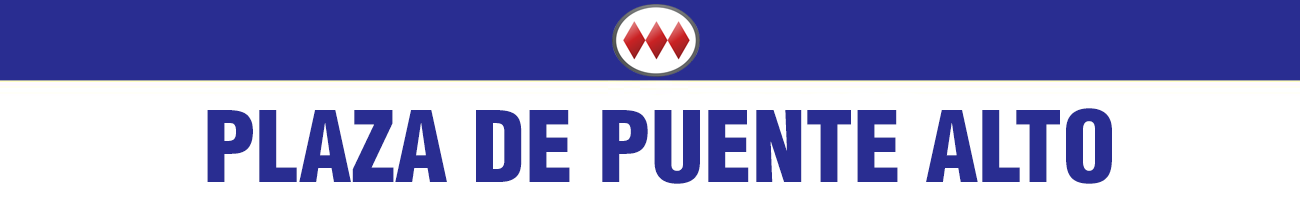
Cenefa utilizada actualmente en los andenes de la Línea 4.

- Nombre: Línea 4: Tobalaba-Plaza de Puente Alto
- Trazado:
  - Avenida Tobalaba: 3 estaciones
  - Avenida Ossa: 3 estaciones
  - Américo Vespucio: 7 estaciones
  - Avenida Vicuña Mackenna: 5 estaciones.
  - Avenida Concha y Toro: 5 estaciones.

- Método constructivo:
  - Tobalaba-Grecia: Túnel
  - Los Presidentes-Macul: Trinchera
  - Vicuña Mackenna-Vicente Valdés: Túnel.
  - Rojas Magallanes-Protectora de la Infancia: Viaducto.
  - Las Mercedes-Plaza Puente Alto: Túnel.

- Fechas de entrega:
  - Tobalaba-Grecia: 30 de noviembre de 2005
  - Vicente Valdés-Plaza de Puente Alto: 30 de noviembre de 2005
  - Los Presidentes-Vicuña Mackenna: 2 de marzo de 2006
  - San José de la Estrella: 5 de noviembre de 2009

## Material rodante

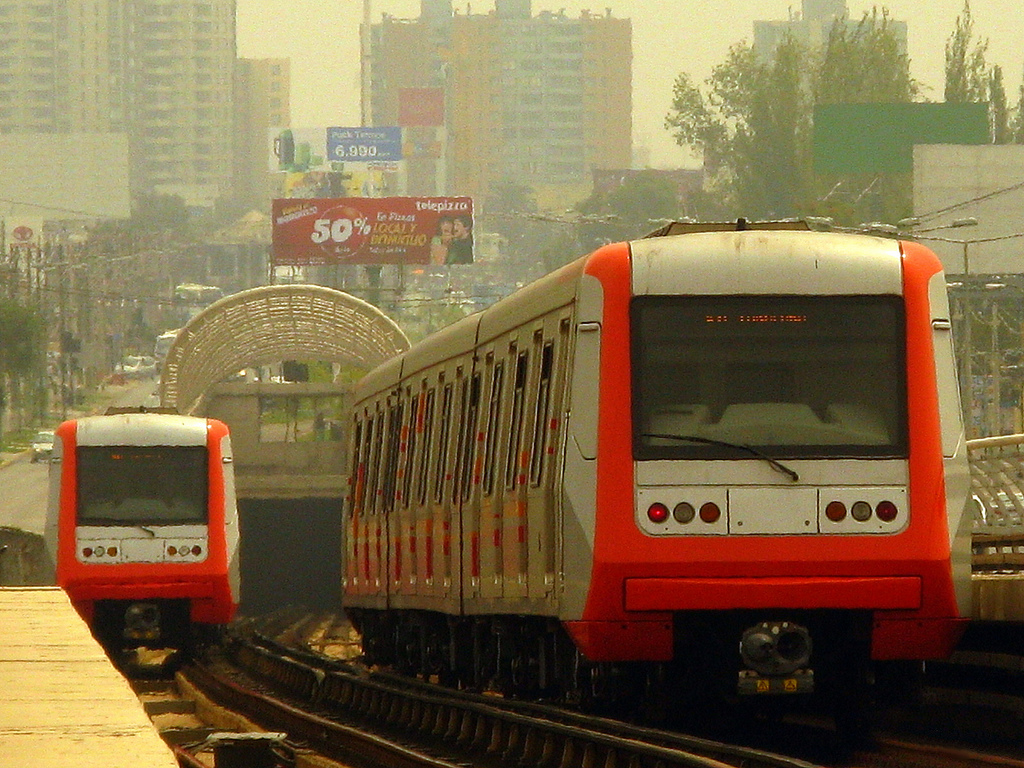
Tren AS-2002 circulando entre Vicente Valdés y Rojas Magallanes.

El material rodante utilizado por Metro de Santiago en esta línea consiste en trenes de rodadura férrea. Estos pertenecen al modelo AS-2002, los cuales están compuestos por 3 coches. Estos trenes son del tipo modular, en horarios de baja demanda se utiliza 1 módulo (3 coches); mientras que en las horas de mayor demanda, se acoplan 2 módulos para formar trenes de 6 coches y así aumentar la capacidad de transporte.